# Sans dire un mot
Sans dire un mot – singel Emmanuela Moire promujący album L’Équilibre, wydany 17 czerwca 2009 nakładem Warner Music.
Singel notowany był na 11. miejscu zestawienia Top Singles & Titres we Francji.
Premiera teledysku do piosenki odbyła się w dniu wydania singla, a wyreżyserował go Fabrice Begotti.

## Lista utworów
- Singel CD[3]

1. „Sans dire un mot” – 3:34
2. „Adulte & sexy” – 3:17
3. „Video – Sans dire un mot” – 3:28
4. „Video – Adulte & sexy” – 3:16

## Pozycja na liście sprzedaży
| Kraj    | Notowanie (2009)     | Najwyższa pozycja |
| ------- | -------------------- | ----------------- |
| Francja | Top Singles & Titres | 11                |